# Серро-дель-Насімьєнто
Се́рро-дель-Насімьє́нто (ісп. Cerro del Nacimiento, від ісп. nacimiento — «народження») — гора на плато Пуна-де-Атакама висотою 6436 м над рівнем моря, розташована на кордоні провінцій Катамарка і Сан-Хуан, Аргентина.